# Scottish League Challenge Cup 2002/03
Der Scottish League Challenge Cup wurde 2002/03 zum 12. Mal ausgespielt. Der schottische Fußballwettbewerb, der offiziell als Bell’s Challenge Cup ausgetragen wurde, begann am 5. August 2002 und endete mit dem Finale am 20. Oktober 2002 im Broadwood Stadium von Cumbernauld. Das Finale gewann Queen of the South gegen Brechin City. Am Wettbewerb nahmen die Vereine der Scottish Football League teil.

## 1. Runde
Ausgetragen wurden die Begegnungen am 5. August 2002.
|                  | Ergebnis        |                       |
| ---------------- | --------------- | --------------------- |
| Airdrieonians FC | 3:0             | Raith Rovers          |
| FC Arbroath      | 0:2             | Forfar Athletic       |
| Berwick Rangers  | 1:0             | Inverness CT          |
| FC Cowdenbeath   | 0:2 n. V.       | Ross County           |
| FC Dumbarton     | 1:0             | FC East Fife          |
| Elgin City       | 1:4             | Brechin City          |
| FC Montrose      | 1:0             | Albion Rovers         |
| Greenock Morton  | 3:2             | Stirling Albion       |
| FC Peterhead     | 0:2             | Queen of the South    |
| FC Queen’s Park  | 2:1             | FC Gretna             |
| FC St. Johnstone | 3:0             | Hamilton Academical   |
| FC St. Mirren    | 7:0             | FC East Stirlingshire |
| FC Stenhousemuir | 1:1 (?:? i. E.) | FC Falkirk            |
| FC Stranraer     | 1:2             | Ayr United            |

1Der FC Falkirk gewann nach Elfmeterschießen.

## 2. Runde
Ausgetragen wurden die Begegnungen am 13. und 14. August 2002.
|                    | Ergebnis        |                  |
| ------------------ | --------------- | ---------------- |
| Alloa Athletic     | 0:1             | Ross County      |
| Berwick Rangers    | 2:0             | Airdrieonians FC |
| FC Clyde           | 1:2             | FC St. Mirren    |
| FC Dumbarton       | 3:0             | Ayr United       |
| Forfar Athletic    | 2:2 (?:? i. E.) | FC Queen’s Park  |
| FC Montrose        | 0:2             | FC Falkirk       |
| Queen of the South | 1:0             | Greenock Morton  |
| Brechin City       | 3:2             | FC St. Johnstone |

## Viertelfinale
Ausgetragen wurden die Begegnungen am 20. August 2002.
|                    | Ergebnis        |                 |
| ------------------ | --------------- | --------------- |
| Berwick Rangers    | 1:2             | FC Queen’s Park |
| Brechin City       | 1:1 (?:? i. E.) | FC Falkirk      |
| Queen of the South | 2:0             | FC Dumbarton    |
| Ross County        | 1:1 (?:? i. E.) | FC St. Mirren   |

## Halbfinale
Ausgetragen wurden die Begegnungen am 27. August 2002.
|                 | Ergebnis |                    |
| --------------- | -------- | ------------------ |
| FC Queen’s Park | 3:4      | Brechin City       |
| FC St. Mirren   | 3:5      | Queen of the South |

## Finale
| Brechin City                                                              | Brechin City | Queen of the South | Queen of the South |
| ------------------------------------------------------------------------- | --- | --- | ------------------ |
| Brechin City                                                              | \| Finale \| \| 20. Oktober 2002 um 15:00 Uhr Ortszeit in Cumbernauld (Broadwood Stadium) \| \| Ergebnis: 0:2 (0:1) \| \| Zuschauer: 6.428 \| \| Schiedsrichter: John Underhill \| \| Spielbericht \|                             | \| Finale \| \| 20. Oktober 2002 um 15:00 Uhr Ortszeit in Cumbernauld (Broadwood Stadium) \| \| Ergebnis: 0:2 (0:1) \| \| Zuschauer: 6.428 \| \| Schiedsrichter: John Underhill \| \| Spielbericht \|                                  | Queen of the South |
| Brechin City                                                              | David Hay – Greg McCulloch, Roddy Black, Jamie Smith, Harry Cairney – Kevin Fotheringham, Charlie King, Paul Riley (62. Marc Millar), Chris Jackson – Roddy Grant, Graham Gibson (50. Chris Templeman) Cheftrainer: Dick Campbell | Andy Goram – Robbie Neilson, Derek Anderson, Andy Aitken, Jim Thomson – Brian McColligan, John O’Neill, Steve Bowey, Joe McAlpine – Peter Weatherson (75. Sean O’Connor), Derek Lyle (84. Brian McLaughlin) Cheftrainer: John Connolly | Queen of the South |
| Brechin City                                                              | 0:1 John O’Neill (33.) 0:2 Derek Lyle (47.) | | Queen of the South |
| Brechin City                                                              | Roddy Grant, Chris Jackson | | Queen of the South |
| Finale                                                                    | | |                    |
| 20. Oktober 2002 um 15:00 Uhr Ortszeit in Cumbernauld (Broadwood Stadium) | | |                    |
| Ergebnis: 0:2 (0:1)                                                       | | |                    |
| Zuschauer: 6.428                                                          | | |                    |
| Schiedsrichter: John Underhill                                            | | |                    |
| Spielbericht                                                              | | |                    |